# كارمارثين الغربية وجنوب بيمبروكشير (دائرة انتخابية بريطانية)
كارمارثين الغربية وجنون بيمبروكشير (بالإنجليزية: Carmarthen West and South Pembrokeshire)‏ هي إحدى الدوائر الانتخابية في المملكة المتحدة الممثلة في مجلس العموم في برلمان المملكة المتحدة.
عضو البرلمان الذي يمثلها حالياً هو :Nick Ainger (Lab).